# 160
160（一百六十）是159與161之間的自然數。

## 数学性质
- 合數，正因數有1、2、4、5、8、10、16、20、32、40、80和160。
質因數分解為{\displaystyle 2^{5}\times 5}。
- 第36個過剩數，真因數和為218，盈度為58。前一個為156、下一個為162。
  - 第37個半完全數，和為本身的其中一組因數為1、 4、 5、 8、 10、 20、 32、 80。前一個為156、下一個為162。
- 第73個十进制的等數位數。前一個為159、下一個為161。
- 正一百六十邊形為第29個可作圖多邊形。前一個為136、下一個為170。
- {\displaystyle M(160)=0}，其中函數{\displaystyle M}是Mertens函數。160是使φ(x) = n恰好有12個解的最小整數n。
- 160是前11個質數的和，也和前3個質數立方的和。
- 正十八邊形的內角是160度。
- {\displaystyle 16^{2}+1=25601}是有{\displaystyle n^{2}+1}形式的質數。
- 1/160 = 0.00625。
- 在20的正倍數中，小於160的倍數都是哈沙德數（數字可以被數位的數字之和整除），160是20的倍數中第一個不是哈沙德數的整數。
- 160是最先的11個質數的和，最先的3個質數的立方的和（160=2 + 3 + 5 + 7 + 11 + 13 + 17 + 19 + 23 + 29 + 31 = 23 + 33 + 53）

逆数是有限小数的三位自然数除了160外還有：1/100 = 0.01, 1/125 = 0.008, 1/128 =　0.0078125, 1/200 = 0.005, 1/250 = 0.004, 1/256 = 0.00390625, 1/320 = 0.003125, 1/400 = 0.0025, 1/500 = 0.002, 1/512 = 0.001953125, 1/625 = 0.0016, 1/640 = 0.0015625, 1/800 = 0.00125。

## 其他性質
- 圖-160，一款由 苏联圖波列夫公司生產的軍用轟炸機型號